# Villa Pignatelli di Monteleone
Villa Pignatelli di Monteleone è una delle ville vesuviane del Miglio d'oro; è sita in zona periferica di Napoli, nel quartiere di Barra.

## Storia
La villa è un grande complesso monumentale, nonostante sia rimasto incompiuto. Fu voluta da Diego Pignatelli, duca di Monteleone, il quale, nel 1728, inaugurò i lavori di costruzione che sarebbero durati fino al 1766. All'edificazione del complesso intervennero importanti architetti-artisti: dapprima vi lavorò Ferdinando Sanfelice, mentre, in seguito, subentrò Ferdinando Fuga.
L'esterno è caratterizzato da un portale in piperno con linea spezzata e bugnato a punta di diamante. Il grande parco, conserva ancora le sue originarie dimensioni: vi sono presenti, inoltre, vari fabbricati d'epoca. La villa, nonostante sia tra le più belle e rilevanti della città, versa in pessimo stato conservativo. Il solo elemento che risulta in ottimo stato è la chiesa di palazzo.
Nel 2011 la villa è stata utilizzata come location dal regista Matteo Garrone per le riprese del suo film Reality (nell'ampia corte interna è stata allestita la pescheria del protagonista).